# Axel Johansson
Johan Axel Johansson, känd som "Koftan", född 31 augusti 1868 i Stockholm, död 31 juli 1948 i Uppsala, var en svensk journalist.

## Biografi
Johansson avlade teologisk-filosofisk examen vid Uppsala universitet 1890, blev journalist vid Dagens Nyheter (DN) 1899, medredaktör för Upsala Nya Tidning (UNT) 1900 och var dess chefredaktör under åren 1903 till 1948. Senare var han tidningens majoritetsägare.
Johansson intog i politiskt avseende en självständig, liberal hållning. Han spelade en framträdande roll i Uppsalas kommunala liv, blev stadsfullmäktig 1907 stadsfullmäktiges ordförande 1935, ledamot av Uppsala läns landsting 1917 och dess ordförande 1929. Bland annat var han Publicistklubbens ordförande 1925–29.
Han var aktiv i studentföreningen Verdandi, bland annat som kommissarie för föreningens konstutställningar 1903–10. Han var dessförinnan även medlem i föreningen Heimdal, och var dess förste ordförande.
Axel Johansson är begravd på Uppsala gamla kyrkogård.